# Laila Schou Nilsen
Laila Schou Nilsen (Grefsen, 18 marzo 1919 – Lanzarote, 30 luglio 1998) è stata una sciatrice alpina, pattinatrice di velocità su ghiaccio e tennista norvegese.

## Palmarès

### Olimpiadi invernali
- Bronzo a Garmisch-Partenkirchen 1936 nello sci alpino, in combinata.

### Mondiali completi di pattinaggio di velocità
- Oro a Oslo 1935.[1]
- Oro a Davos 1937.
- Oro a Oslo 1938.